# 在地下城尋求邂逅是否搞錯了什麼
《在地下城尋求邂逅是否搞錯了什麼》是大森藤野的出道作品，由繪師安田典生插畫的日本輕小說作品，由SB創意旗下的GA文庫發行，簡稱「DanMachi」（ダンまち）。

## 簡介
迷宮都市歐拉麗是一座擁有雄偉地下迷宮（通稱「地下城」）的巨大都市。為了實現英雄故事中「在地下城邂逅迷人女主角」而進入迷宮的少年貝爾·克朗尼，卻被強大怪物「彌諾陶洛斯」襲擊。危急之際，上级冒險者艾絲·華倫斯坦出面拯救了貝爾，被艾絲的英勇舉動感動的貝爾更因此愛慕著對方，將對方當成目標，希望能成為配得上她的男人。

## 登場人物

### 赫斯缇雅眷族
貝爾·克朗尼（Bell Cranel，聲：松岡禎丞）
性格純真軟弱，有著純潔無瑕的本質，很容易就受傷，但也很容易就振作（實際上是宙斯眷族跟赫拉眷族的後裔）。
在地下城遭到彌諾陶洛斯襲擊時被崇拜的女冒險者「劍姬」艾絲·華倫斯坦救了一命，令他體會到自己的弱小，而開始追求更強的力量。於此同時獲得了超凡的技能——「一心憧憬」，後在與彌諾陶洛斯一戰時獲得了能在關鍵時刻逆轉局勢的技能——「英雄願望」。因戰勝彌諾陶洛斯而升級以及狀態敏捷除外的全能力SS，短短的一個月內升到2級，打破了艾絲·華倫斯坦花了一年升上2級的紀錄，成為升等速度最快的冒險者，「赫斯提雅」在眾神大會幫貝爾爭取，因此獲得稱號——小小新秀。
赫斯緹雅（Hestia，聲：水瀨祈）
降臨人界的神族，三大处女神之一。後與貝爾邂逅，說服貝爾加入自己的眷族，因此貝爾成為「赫斯提雅眷族」的唯一眷族成員。
莉莉露卡·厄德（Liliruca Arde，聲：内田真礼）
在地下城裡負責回收資源的非戰鬥人員“支援者”。
在後面的幾場戰鬥擔任重要人物。
韦尔夫·克罗佐（Welf Crozzo，聲：细谷佳正）
与主角签订契约的铁匠。為克羅佐家族的一員，雖為魔劍家族成員，但拒絕打造魔劍。由於貝爾對他打造的裝備情有獨鍾，成爲了貝爾的專職鍛造師，後改宗「赫斯缇雅眷族」。

倭·命（Mikoto Yamato，聲：赤崎千夏）
極東出身的女冒險者，使用重力魔法「布都御魂」。原「建御雷眷族」成員，後改宗「赫斯缇雅眷族」。
三條野·春姬（Haruhime Sanjōno，聲：千菅春香）
極東出身的少女，擁有被稱為妖術的稀有魔法。非常喜歡英雄故事，對能拯救自己的人非常崇拜。

### 洛基眷族
艾絲·華倫斯坦（Ais Wallenstein，聲：大西沙織）
本作女主角之一，外傳小說《劍姬神聖譚》的主角。隸屬於「洛基眷族」的冒險者。擁有不遜於眾女神的美貌，是貝爾憧憬的對象。歐拉麗最強的女劍士，被人稱作「劍姬」，是個家喻戶曉的存在。
蕾菲亞·維里德絲（Lefiya Viridis，聲：木村珠莉）
外傳小說《劍姬神聖譚》的主角之一。隸屬於「洛基眷族」的冒險者。憧憬艾絲。非常容易在艾絲面前緊張。

### 其他人物
希兒·福羅瓦（Syr Flover，聲：石上靜香）
酒館「豐饒的女主人」的招牌服務生之一。暗戀著貝爾，每天都會準備手作便當給貝爾，為他在地下城探索時加油打氣。
琉·璃昂（Ryu Lion，聲：早見沙織）
酒館「豐饒的女主人」的精靈族服務生之一。有著眷族被全滅的過去。支持希兒對貝爾的戀情。
薇妮（Wine，聲：日高里菜）
異端兒女孩。喜歡貝爾。

## 世界觀及用語

### 地理
歐拉麗
是一座擁有雄偉地下迷宮（通稱「地下城」）的巨大都市。為世界最大都市。（又稱迷宮都市）
地下城
出入口是位於歐拉麗都市中央的白牆巨塔（巴別塔）之下。分有上層（1-12），中層（13-24），下層（25-36），和深層（37-未知）。
地下城越往下層走，樓層的面積範圍越擴大。第5層已經是與故事中的中央廣場同等寬廣的樓層，到第37層時，其面積相當於歐拉麗都市的全域。雖然有些樓層不符合這項法則，不過原則上可以判斷地下城是圍繞圓錐型建造，而通道的寬度與各窟室等會一層比一層開放。
貝爾認為地下城跟創造了下界人類與亞人的衆神是同等的存在。
代達羅斯街
歐拉麗都市裡的一個迷宮街。
因為多次的區域整理秩序而變得十分混亂的廣闊的住宅街。由都市的貧民階層居住的區域，連接人造迷宮。
人造迷宮
人造迷宮克諾索斯——名匠代達羅斯所設計，有生之年未能完成，其後代子孫不間斷地持續建造的巨大設施。
出入口位於歐拉麗的代達羅斯街內隱密處，現已發現可以通往地下城第18層。
海上學術機構特區
通稱『學區』，正式名稱是超級巨艦『赫林霍尼』。由500台大型魔石浮力生成裝置做成的懸浮艦
直徑700M，由三層巨大的圓盤構成。控制層，居住層，以及學院層。
船上眷族以班級稱呼，如:【巴德爾眷族】就是【巴德爾班】，【伊登眷族】就是【伊登班】
其規模足以匹敵大都市，船身裝備著掉落道具『海霸王(利維坦)的蒼鳍』
過去是宙斯眷族跟赫拉眷族，為了討伐『利維坦』而准備的『立足點』的海上要塞
做為擊潰了三大冒險者委托的象征，被世人稱為『世界上最偉大的船』
名字出自北歐神話光明神巴德爾擁有的一艘大船靈舡（Hringhorni），北歐神話裡最大的船

### 冒險者
冒險者
泛指獲得神的恩惠的戰士們。一般統稱為歐拉麗地下城的挑戰者，而在迷宮都市外活動的戰士則稱為流浪冒險者。
下級冒險者
Lv.1的冒險者。基本上都是新手或初階級別的冒險者，在歐拉麗中有大半冒險者都屬於Lv.1，與Lv.2的冒險者有一道名為差距的巨大鴻溝，必須具足夠的資質及考驗才有資格升級。
上級冒險者
Lv.2以上的冒險者。具有中上級別的實力，在基礎的能力值上還能另外得到發展能力，隨著等級上升戰鬥力也會隨之增強。
上級冒險者又細分為第三級冒險者（Lv.2）、第二級冒險者（Lv.3～4）及第一級冒險者（Lv.5以上）。
支援者（Supporter）
與冒險者一同進入迷宮的非戰鬥員。主要負責行李、備用武器、道具支援及魔石回收，以後勤支援為主要工作，在隊伍中是很重要的助力。
有些新人冒險者會擔任同眷族上級冒險者的支援者，也有專職受雇於隊伍的支援者，但後者往往是基於各種原因不再擔任冒險者而被某些冒險者看不起，甚至還會遭到不合理的對待。
稱號
Lv.2以上的冒險者被神授予的稱號。稱號是在諸神大會上透過討論後以多數決來決定。每次升級都有再次改名的機會，或者是維持現狀。
諸神喜好命名帶有中二病的「痛苦」名字作為笑料（例如：曉之聖龍騎士、未來銀河、零落聖女、天使、絕†影、諸神的老婆等等），並對該眷族主神加以挖苦與嘲笑。但另一方面，下界的人們則是讚嘆神的品味不凡並對此感到榮幸。

### 種族
神
一千年前從天界降臨的超越存在，賜予下界居民神的恩惠。
有著小孩乃至老人等各種樣貌，五官無一例外的端正，相貌不會隨著歲月改變，下界的居民醉心於祂們如此完美的外貌。
因為天界無限的時光以及無聊的事務，而從缺乏效率成長著的下界居民當中找到了娛樂，正因祂們是如此的完美存在，才會對下界的不完美產生興趣。
以自身娛樂作為優先來行動，體驗著下界的一切事物，食物、興趣、交友、藝術、甚至是生病，享受著每一刻並樂此不疲，如同玩上一場遊戲。
本來萬能的祂們，在下界禁止使用絕大部分的神力，擅自打破規定使用神力將被遣送回天界。連肉體、身體機能都無異於普通的人們，例如飲酒過量翌日便會宿醉。
因為至今已有許多神仙降臨下界的緣故，天界的諸神急速減少，選擇留下的必須不眠不休地負責引導死後靈魂的工作，帶著很大的怨念，無論如何也得爭取到下次降臨下界的前排順位。
下界的眾神們有些擁有龐大規模的眷族，也有像赫斯緹雅、米赫這樣只有零星成員的眷族，光是為了生活就傷透腦筋。
仙精（Sprite）
與精靈並稱具代表性的魔法種族，又被稱為寧芙、素靈、元素、魔精。相對其他種族而言，數量少且十分神祕。
包含地精、水精、風精、火精、雷精、光精…等等，其中又以擅長加工金屬寶石、擁有老人外貌的地精最能融入於人群。
公認是最為接近神的種族，因此又有「最受神寵愛的孩子」、「神的分身」等稱呼。潛在能力超過其他種族，擁有呼風喚雨及製造金銀珠寶的能力。
在神降臨以前的古代，受取神的意志排除怪物並引導人類，作為英雄助力的存在，與現今的神的恩惠具有相同的意義。如今下界滿盈著神賜予的恩惠，仙精帶來的助力已不如以往。
仙精透過注入魔力製成的裝備擁有卓越的性能，雖然在屬性上無法達到全面的泛用性，但是在單一屬性上連高級鐵匠的作品都無法與之匹敵。
純粹的仙精缺乏自我意志，可以被視為一種顯現神的意志的工具；混血的仙精則具有更活躍的情緒表現，但能使用的魔力也因此無法與先祖媲美。
人類（Human）
下界居民中的主流種族，在下界中人口最多，不過在能力方面與其他種族相比卻平凡的顯得相當不利，不過相對的只有人類可以跟下界的所有種族（神以外）產下子嗣。
人類以外的下界種族稱為亞人，亞人包含精靈、獸人、小人族、矮人、亞馬遜五個種族。
精靈（Elf）
與仙精並稱具代表性的魔法種族，居住在森林中的精靈鄉。容貌非常出眾，擁有極高的自尊心，只會讓認同的對象觸碰自己。在天神下凡之前能憑己力與怪物們作戰的種族之一。
半精靈（Half Elf）
精靈與人類的混血，屬於半亞人。大部分外貌上與精靈一樣具有尖細耳朵的特徵。
精靈王族（High Elf）
精靈當中擁有高貴血統的王族，對於精靈來說是高尚的存在，在精靈同族之間受到極大敬重。
黑暗精靈（Dark Elf）

獸人
擁有少許野獸特徵的亞人。獸人天生的敏銳感官遠勝於冒險者透過恩惠強化過的五感。有些獸人種族(如豬人與狼人)擁有獸化能力，接受恩惠時會顯現跟獸化相關的技能。
貓人（Cat People）
貓族獸人，具有貓耳及細長的尾巴。有些貓人在說話上似乎還夾雜著不少「喵」的口癖。
犬人（Chienthrope）
犬族獸人，嗅覺十分敏銳。具有獸耳及尾巴，興奮時尾巴會左右搖擺。
狼人（Werewolf）
狼族獸人，嗅覺十分敏銳。具有獸耳及尾巴，而毛皮較為尖銳。獸人當中的狼人具有獨來獨往的孤高性格。
沐浴在月光下會獸化，提高戰鬥能力（也因為這樣被譽為不適合在地下城冒險的一族），其中狼人伯特提高的戰鬥力非同凡響。
豬人（Boarz）
山豬獸人，頭上有一對山豬耳朵。
虎人（War Tiger）
虎族獸人。具有獸耳。
狐人（Renard）
狐族獸人，具有狐耳及粗大的狐尾，出現在遠東特定區域的少數種族。
獸人當中唯一的魔法種族，在擅長的魔法類型上與代表魔法種族的精靈相異，甚至能使用更稀有的特殊魔法。在遠東並非用魔導士，而是以妖術師、妖術使稱呼。
兔人
牛人
小人族（帕魯姆）（Hobbit（Parum））
身材十分矮小的亞人。身高幾乎都是100公分出頭，因個頭矮小因此常遭到其他冒險者的偏見。基本上身體能力比人類還要更弱，也沒有特別強大的魔法能力，但是他們擁有的思路清晰的頭腦，作為指揮官或是支援者身處後方相當優秀。
矮人（Dwarf）
個頭矮但體型橫寬，以力量取勝的種族，矮人公認為強壯的戰士。有著大嗓門。在天神下凡之前能憑己力與怪物們作戰的種族之一。
半矮人（Half Dwarf）
矮人與人類的混血，屬於半亞人。
亞馬遜（Amazoness）
相當好戰的女性武鬥派種族，十分豪放且穿著清涼。身體擁有與人類最接近的構造，亞馬遜產下的後代只會是亞馬遜，不會有半亞人存在。必須借助其他種族的男性繁衍後代，所以有掠奪男人的習性。
異端兒
地下城所生出具有理性的怪物，作為因不同文明的彼此碰撞而偶然誕生者，既不屬於怪物也不是人類，因此被雙方敵視著（部分人類權勢者之間甚至有著將其作為高價值的禁臠的愛好）。大多想前往地面上。擁有一些前世怪物的記憶，一般被當成夢，卻是長期以來的執念。

### 組織
眷族（Familia）
神降臨在下界並帶來恩惠，而人們因其群聚在一起結成的組織。相當於MMORPG中的工會（公會）。
眷族的主要名稱冠以神的名字，主掌眷族的神則稱呼為主神。
依照眷族活動內容而分為許多眷族派系，如商業類派系、鐵匠派系、漁業派系、進入地下城冒險的探索類派系、建立起王國或帝國的國家類派系…等等。
公會根據眷族的規模與功績，給予I、H、G、F、E、D、C、B、A、S十個階段相應的等級，普遍被作為眷族的戰力指標，等級越高的眷族越受人們的信賴與敬畏。隨著等級提高，公會徵收的稅金也會上升。
神的恩惠（Pharna）
神帶給下界居民的恩惠，對人們來說是極高效率的成長力量。伴隨經驗值的汲取，既有實力獲得上升，同時存在著發現新能力的可能性。
改宗（Conversion）
意指冒險者從目前所屬眷族轉移至別的眷族的手續，需要雙方主神的同意。一旦進行改宗，至少需要隸屬於對象眷族一年以上才能再次做眷族間的轉移。
公會（Guild）
負責迷宮都市歐拉麗的營運、冒險者與地下城管理，及魔石與掉落物品的交易機構。
公會僅由烏拉諾斯一位神所主掌，透過底下的職員進行運作。公會職員的存在可說是如同烏拉諾斯眷族，不過公會為了保持立場的中立，其內部的構成人員並沒有受到神的恩惠。
藉由壟斷地下城大量出產的魔石之買賣權，賺取巨額的財富，使歐拉麗成為世界最大的魔石製品出口城市，而魔石產業也帶動都市的蓬勃發展。
為了提高魔石產出效率，收集並壟斷地下城的知識、地圖等情報資訊，並有限度的公開給不同階級的冒險者，幫助其探索。
區分冒險者的實力並作為各眷族的強度指標，眷族有義務向公會如實申報眷族成員的等級資訊。
雖然對於地下城的相關事務採取積極性的管理，但在冒險者與眷族間發生的爭執當中，除事端嚴重外原則上都不會介入。
若眷族間的爭端擴大演變為正式的戰爭遊戲，公會將負責進行戰爭遊戲的籌辦，協調物資及人員、宣傳、決定戰場舞台等相關事項。
由於公會沒有自己的武力，因此涉及武力衝突的事務都會委託給其他眷族處理，相對的也會給予常往來的強大眷族很多方便。
諸神大會（Denatus）
歐拉麗的眾神每三個月召開一次的定期集會。主要都是在聊是非八卦和情報交換，在正事上也會討論關於冒險者升級後的稱號授予。
戰爭遊戲（War Game）
眷族之間在明定規則的基礎上進行眷族同業的公正決鬥，好比將眷族做為神的棋子進行的棋盤遊戲。是神與神之間神意激烈碰撞的動員戰，便是所謂神的代理戰爭。
對於眾神來說是最頂級的娛樂饗宴，而在下界居民當中無論都市內外也是萬眾矚目、引領期盼，成為茶餘飯後的話題。
事前召開諸神大會決定勝負形式及戰勝方的要求，在戰爭遊戲敗北的眷族主神，必須全盤接受戰勝方眷族主神提出的索求。
勝負形式包括指定眷族代表進行的「一對一決鬥」、雙方需大量人員參與攻守的「攻城戰」等等。
強制遠征
若眷族等級到達D時，公會會強制該眷族進行遠征的任務。
失敗的話會罰款，可與其他眷族組成同盟進行遠征，但該眷族成員等級不能比自己眷族成員高太多。
黑暗派系
是一個有眾多邪神眷族的組織，在宙斯與赫拉眷族敗給黑龍並被逐出後開始威脅歐拉麗，讓歐拉麗進入黑暗期，其實在很久以前就已經潛伏於歐拉麗，由於宙斯與赫拉眷族的存在而不敢為所欲為。
黑暗派系中最強大的派系為阿帕忒眷族和阿萊克托眷族，是擁有複數Lv.5的超危險派系，在七年前包括這兩個眷族被消滅後，以及六年前的第27層噩夢事件後，黑暗派系大幅度的被削弱，五年前琉為了替同伴復仇消滅樓陀羅眷族等黑暗派系後，終結了黑暗期，剩餘成員躲藏在人造迷宮內，在故事開始時，黑暗派系的實力已經不如以往。
在外傳第十一卷因為人造迷宮的入侵，黑暗派系的殘黨全滅，主神桑納托斯也回歸天界。

### 能力
能力值（Status）
將神的恩惠有系統地參數化後產生的數值。包含基本能力、發展能力、魔法、技能，等級則表示整體上的實力程度。
能力值的相關資訊是自神降臨的千年來，長期驗證與分析才得出的結果，所以在冒險者身上仍存在著連神都無法洞悉的可能性。
基本上冒險者的能力值屬於個人及眷族秘密，沒有對外公開的義務。公會只會在不影響該眷族的程度上，公布冒險者的等級、地下城活動紀錄等少許資訊作為成長模範。
經驗值（Exseria）
指一個人經驗過的事物、走過的歷史軌跡所達成的個人功業。神的恩惠會將其發掘出來並轉換為成長的能量。
它能透過平時各種各樣的行為獲得，例如學習、打架、鍛鍊、斬殺怪物、擊敗敵人…等等。
其中又分為一般經驗值以及高級經驗值，一般經驗值及為上述所說，而高等經驗值則是達成一些「冒險」所取得之經驗值，一般是以組團打迷宮孤王（樓層主）來累積高等經驗值，當高等經驗值到一定程度則會升級。若沒有取得高等經驗值，無論取得再多一般經驗值都不會升級。
等級（Level）
呈現冒險者實力位階的數值。歐拉麗有一半的冒險者位在Lv.1。目前的頂點是隸屬於「芙蕾雅眷族」的Lv.7冒險者奧它；還有在手游地城邂逅記憶憧憬，一週年劇情提到能壓制奧它的另一個Lv.7冒險者[暗夜騎士]。目前已知曾經存在最高等級冒險者是「赫拉眷族」的Lv.9「女帝」。
等級不會因為不停地打倒低等怪物得到經驗值而獲得提升，必須擊敗實力更高強的對手，藉此獲取足夠的高級經驗值。換句話說等級的提升是身心與器量的成長，而它必須達成連眾神都會讚許的豐功偉業。
在沒有地下城孕育大量怪物的歐拉麗外頭世界，要使等級提升非常地困難。以外界的冒險者來說，Lv.2至Lv.3就已經是屬於強者的實力。
基本能力（Basic Ability）
由「力量」、「耐久」、「靈巧」、「敏捷」、「魔力」五個項目構成的能力。
各項目給予0至999的數值表示熟練度，依照熟練度數值給予相應I至S的能力評價。例如0至99為I評價，900至999為S評價，超過1000後會顯示為SS與SSS。
潛在值（Extra Point）
冒險者的等級提升後，基本能力的數值會重新歸零。原有的能力數值並不會消失，而是作為「隱藏的能力參數」持續累加。
發展能力（Development Ability）
不同於基本能力，是更強調特性與專業的能力。達到Lv.2以上後，在每次升級時均有機會發現單一或複數的發展能力，並從中選擇其一來習得，但也有可能不會發現任何的能力。
發展能力的出現與否取決於經驗值，也就是個人的經歷。例如冒險者有較高機率在地下城上層接觸到「紫飛蛾」的毒鱗粉，那麼在升級時就容易出現發展能力「異常抗性」。
除此之外，也存在著特定階段才能學習的能力。
發展能力的熟練度則是僅以I至S十個階段的能力評價來作為表示。與基本能力相異的是，其評價的提升非常地困難，要上升至下個階段往往需要漫長時間。
獵人
只會在Lv.1升級至Lv.2時的這個階段出現。这个能力能够让持有者在面对曾经交战并且获胜过的怪物时一定程度上强化能力值。
獲得條件是短期間內打敗大量怪物，在冒險者中是很受歡迎的能力。
異常抗性
對異常狀態的防禦。
在冒險者中屬於常見的發展能力，能力值到達G的『耐異常』幾乎能防禦所有毒，有傳言高階的異常抗性甚至能抵抗神的魅惑。
魔導
高階魔導士的證明
強化使用者的魔法威力、效果範圍、精神力消耗。
鍛造
打造或強化護具、武器等裝備
高等的鍛造師，可以爲武器追加屬性，製造魔劍等。
神秘
發動神的十八種奇蹟，被稱爲『神之技』的能力，這其中最出名的是賢者所製作出了『賢者之石』。
幸運
稀有能力，效果未確定
以貝爾判斷可能是類似加護的能力。
在貝爾使用後怪物掉落物出現機率似乎提高了，之前使用鎬子隨手一敲就掉出了冒險者委託所需的礦物。
調合
強化製作藥品的品質。
精癒
精神回復，在使用魔法時就會回復少量的精神力。
對魔導士來講是夢寐以求的能力。
潜水
與水精灵护布有一樣的效果
大幅加快游泳和行动的速度，加强了抵抗水流和水压的能力。
加强‘水中战斗’的能力，在海上活動的眷族大多會獲得此能力。
逃跑
逃跑时速度上升
這項能力只會從Lv.4以後的升級才能顯現。
雖然算是一種「稀有能力」，但同時也被稱爲「不名譽的能力」。因爲這項能力顯現，就表示本人一直以來上演過多次讓人望塵莫及的逃跑戲碼。
魔法
引起超自然現象的力量，於一般認知中是屬於非常強力的力量。
一般而言發動魔法需要透過詠唱並消耗相應的精神力，詠唱時間越長威力也隨之越大。另外也存在不需要詠唱或詠唱極短的速攻魔法（目前已知只有貝爾的火焰閃電）。
在眾神降臨下界以前的古代，魔法只有特定種族能使用。分為先天類魔法與受取神的恩惠後激發的後天類魔法。
先天類魔法牽涉到種族血脈及個人資質並具有固定的屬性，魔法種族透過自身潛能與修行方能習得。後天類魔法則與對事物抱持的興趣及認同有關，並透過神的恩惠啟發。
精神疲憊（Mind Down）
過量不當地使用魔法，使精神力大量消耗而失去意識的現象。
發動魔法必須消耗與體力相對應的精神力，人的精神力如同體力一樣有個上限。
魔力誤爆（Ignis Fatuus）
魔法詠唱時因為精神不專注或外在因素（如：遭到攻擊），導致魔力失控的自爆現象。蓄積的魔力量越高，失控爆炸的威力也越強。
古代的魔法種族在魔法開發完成前多少會發生魔力誤爆的意外，而在現代因為神的恩惠而使魔力調節更加地順暢，意外也隨之減少。
並行詠唱
魔法詠唱的同時一邊進行戰鬥與移動的高級技術。
發動魔法需要集中精神進行長時間的咒文詠唱，而詠唱中需要集中精神控制魔力，因此一般來說在詠唱時是無法投身戰鬥甚至連移動都沒辦法。
作為高級技術的並行詠唱，在詠唱咒文時同時要對戰鬥做出反應，稍有失誤就會發生魔力誤爆讓術者自取滅亡，每多增加一個動作要完成的難度也會不斷提高。

### 探索
小隊（Party）
冒險者單獨進入地下城探索存在著不小的難度，故利用人數優勢組織小隊聯手戰鬥安全許多，身體與精神的負擔也會減輕。
歐拉麗的冒險者大多採小隊方式進行探索以互補不足，雖然經驗值會被分散，但反覆打倒高強對手而升級的可能性也會變高。
公會建議的基本隊形為三人一組，進行攻擊、防禦、支援的相互配合。
前鋒負責攻擊，中鋒來防禦怪物的反擊或是為前鋒助攻，後衛則是利用長距離攻擊支援和擔任回復治療的職務。
即使小隊被動地受到圍攻，後衛若具有基本防禦能力，也來得及跟上前鋒的救援進而化解危機。
怪物奉送（Pass Parade）
冒險者在地下城的戰術。撤退時將追逐的怪物群集引至他人的位置，使其成為怪物的新目標藉此甩開注意力。
雖然地下城的不成文規則是不干預其他冒險者的行動，不過處於危機迫在眉睫的情況下，小隊之間會使用這樣的慣用戰術。
怪物（Monster）
地下城出現的怪物泛稱。從迷宮的牆壁和天花板誕生，看到人就會攻擊，是作為敵人的存在。
每一層樓的怪物種類數量是固定的，重生間隔在不同樓層中有所差異，但最長也差不多在一天以內。
當地下城感應到神的存在會誕生漆黑怪物(神之刺客)，為了弒神而特別誕生的怪物，能力也會比其他同樓層的怪物強很多。
眾神降臨以前的古代，曾從地下城逃出來的怪物如今有部分在地上穩定地繁殖，物種存續了千年之久。
繁殖行為會削弱體內魔石分給後代個體，怪物的魔石隨著世代繁衍越來越小，強度比起先祖已經劣化了很大的程度。
迷宮孤王（Monster Rex）
自古代即有的怪物稱呼，唯有一隻且只在出生的樓層獨自活動，又稱為樓層主。
強力又巨大的獨特怪物，只在地下城特定樓層才會出現，重生的週期短者數周、長者數個月之有。實力強度推測為該樓層的怪物等級再加上兩級。
雖然Lv.的判定與冒險者相當，但因為樓層主身軀巨大又會使用特殊的攻擊甚至魔法與裝備，其危險度遠超同級的冒險者。
- 巨人型怪物「歌利亞」：17層樓層主，再生週期約兩週，實力推定為Lv.4。

- 巨人型怪物「黑色歌利亞」：因地下城感應到神的存在而引發的異常事態，為了弒神而特別誕生的怪物。能力值雖然推定為Lv.5，但是不但具有本來沒有的魔力砲擊的能力，還有著即便將半顆頭都轟飛也能再生的超速再生能力，因此實際戰力恐怕不止Lv.5。

- 雙頭龍怪物「安菲斯比納」：27層樓層主（出現在小說第十三卷），再生週期約一個月，活動範圍在25至27層「巨蒼瀑布」的湖水，與其他「迷宮孤王」只守衛特定區域的規則相反，是暫時唯一被發現的「移動型」樓層主。左邊的頭發射青焰，右邊的頭則可發射可以將接觸的魔法消散的「紅霧」。能力值推定為Lv.5，但是若將水之迷宮的地利算入，強度為Lv.6。
- 骸骨型怪物「烏代俄斯」：37層樓層主，再生週期約三個月，實力推定為Lv.6。但是在極為稀有的單人挑戰時將有可能拿出黑色的巨劍，此時甚至能夠擊飛Lv.7的奧它。
- ??型怪物「巴羅爾」(從手遊五週年劇情推測是龍種怪物)：49層樓層主，再生週期約九個月，實力推定不明。不過由於Lv.7的猛者奧它曾經單獨前去挑戰並且未能完全擊敗（考慮回程與補給問題），因此推論至少在Lv.7以上。

強化種
指通過殺害同族，摄取“魔石”来提升能力的怪物的總稱。其遵循弱肉强食本能的潜在能力遠高過同種族怪物，也是“異常事態”的一種。有些非常異常的個体甚至會登上懸赏名單，這種“强化种”都会造成大量傷亡。
目前提到過的強化種名單有下：
- 染血巨怪：推測為在地下城肆虐十年以上的强化種，當公會得知其存在時已有大量上级冒险者遭到殺害，當時公會派遣的由第二级冒险者精銳组成的討伐隊也被反殺。造成五十多人的大規模死傷。迫使公會请求‘芙蕾雅眷族’出動。據推測其能力在Lv.5左右。
- 苔藓巨人（名稱未定）：本傳12新出現的強化種，行動特別隱匿又會殺光所有目擊者，公會僅隱約感覺在其行動的樓層傷亡率特別高，但始終無法肯定其存在。
- 異端兒：異端兒因為同時會被人類與怪物攻擊，因此有部分異端兒養成了進食魔石強化自身來自保的策略，甚至是黑色猛牛阿斯泰里奧斯將獵殺怪物吞噬魔石視作修行並迅速增強。

異端兒（Zenos）
具有智慧，能言語的怪物，能使用地上的武器。大多數憧憬著地上的風景，並想與人類和亞人共存。原本只有烏拉諾斯、迦尼萨、費爾斯知情，其後赫斯緹雅眷族因緣際會的救助了其中成員後與之交流，漸漸的與其友好，部分眷族知道其存在後也開始了一連串的事件。
因為遭受人類和怪物的攻擊，絕大部分藏匿在毫無怪物的未開拓領域。在外傳11卷救助了陷入危機的洛基眷族，並且在12卷中協助了冒險者進行妖精六圓環的壓制行動，成功的得到了知情者們的認同。
劄格納特
透過人力所引發的最致命的異常事態。原本在地下城進行破壞會讓地下城為了修復破損而暫時停止生產怪物，這也是冒險者為了在地下城進行休息時必須進行的一個工作。但是如果在一個樓層中進行大規模的破壞，造成地下城結構嚴重破損的話，地下城將會放棄修復而轉而進行消滅侵入者。
為了進行殺戮工作的破壞使徒，會根據誕生的樓層而決定強度，然而不變得是異常的強度與殺戮能力，即便是在27層（下層）誕生出來的個體也擁有著超越深層怪物的破壞力。
于27層誕生的個體，不但具有即使是以超硬金屬打造出來的武裝也能輕易破壞的利爪，同時也擁有著能夠反彈魔法的鎧甲，雖說耐性極其低下，但是相對的卻是擁有大型怪物所不該擁有的超高速，甚至能比肩一級冒險者。
由於只是為了消滅造成地下城大規模傷害的冒險者而生，因此不具有魔石、掉落物等一般怪物會有的特點。為了讓其擁有超高殺戮能力，地下城賦予了他「魔石構造」的身軀，因為全身都是魔石，若是要將其擊破除了將他全身破壞以外別無他法。唯一值得慶幸的是其壽命及其短暫，在將冒險者全部屠戮之後沒多久便會自滅。
色彩斑斕的怪物
汙穢仙精的產生出的怪物，魔石顏色也跟其他怪物不同。
安全樓層
不會產生怪物的樓層，在第18層冒險者建立了冒險者城鎮「里維拉」，目前已知的安全樓層有第18層、第28層、第39層、第50層。
異常事態
在公會的管理與各個探索系眷族的協助下，對於地下城的解析十分透徹，不但對於每個樓層的特點、怪物、有注意事項都已經整理成冊，作為知識教授給其他冒險者，因此冒險者的死亡率大大的下降。但是即使如此，地下城仍然充滿危機，擁有自我意識的地下城會在冒險者大意之時露出獠牙，引發出「原本不會發生的事態」諸如：該樓層不該出現的怪物、怪物引發的額外事件、怪物擁有不該擁有的能力...等等，而這些事態則統稱為「異常事態」。
樓層無視
即為無視樓層能力基準從多層之外直接攻擊上層的冒險者的攻擊，通常會造成樓層之間巨大的縱穴。
目前唯一存在樓層無視的樓層為52層～58層的「龍之壼」(由宙斯眷族命名)。

### 道具
回復藥
回復體力的藥劑，但是無法治療傷口。
高等回復藥
擁有跟治癒魔法同樣功效的藥劑，從止血到治療斷骨都必須用到。
精神力回復藥
用來回復使用魔法時所消耗的精神力。
萬靈藥
受到怪物的特殊攻擊時需要用到，同時具有解除異常狀態與治療傷口的功效(甚至能夠治療骨折等，但是若不處理好會產生畸形)，因此價格極高。
雙屬性回復藥
由娜扎開發，結合迷宮與都市外的材料製作。同時能回復體力與精神力的藥劑。
因為老顧客貝爾的關係，此商品受到許多人青睞。
強臭袋
由娜扎開發，結合迷宮與都市外的材料製作。散發出強烈惡臭的道具，雖然對冒險者自身也是難以忍受的臭味，但對於怪物而言更是一種毒氣，可以避免直接遭遇怪物。
賢者之石
由賢者開發，傳說中能使人不老不死的魔法道具，從過去的故事中可得知已被神明打碎。
血潮之笔
由萬能者開發，以少量血液代替墨水的昂貴魔法道具。
哈迪斯头盔（黑帝斯頭盔）
由萬能者開發，將装备者变为“透明状态”。
解鎖藥
揭示出能力值的道具，以正確步驟使用的話可以解除眾神的鎖，是違法的道具。
更新藥
比解鎖藥還稀有，可以讓神明更新其他眷族的能力值，但須要先用解鎖藥解開，且無法顯現新的魔法與技能以及升級，跟解鎖藥一樣，是違法的道具。
魔劍
只有少數上級鍛造師才能造出的魔法武器，在市場上流動的數量相當稀少。
相較於冒險者的魔法，魔劍的魔法威力相當低劣，甚至被戲稱為偽造的魔法，然而優點在於魔劍的魔法只要揮動武器就能發動，不需要詠唱甚至連魔法名都不需要念出的高速使用，然而方便的同時不但稀少還是每次使用都會自行損壞的消耗品，因此市場上價格極高，以百萬計價是常有的事情。
- 克羅佐之魔劍：由克羅佐一族所打造的魔劍，與一般的魔劍有著根本上的差異。不但有著快速使用的方便性還有著極為強大的威力，即便與上級甚至是一級冒險者的魔法相比都毫不遜色的強大威力，還被讚譽為能蒸乾大海的武器。在第11卷中韋爾夫的魔劍展現出了與里維莉亞的魔法同等級的威力。
- 始高·煌月：由韋爾夫在地下城著手製作的系列作品《始高》的值得紀念的第一作。依使用者的『魔力』來決定威力，威力也會根據使用者不同而變動，沒有使用界限，脫離了魔劍會自我毀滅的命運。是韋爾夫創造的嶄新魔劍。

由於製作時混入韋爾夫的血液，所以會跟『精靈之血』産生共鳴，來強化魔劍威力。
魔咆手
賢者所製造出來外型為手套的遠距離攻擊用魔導道具，能將魔力化為衝擊波，缺點是魔力消耗高。
人偶兵
由從來自深層領域開挖的超高純度的超硬金屬打造的魔道具，全自動型可以通過短杖傳送制作者的“魔力”來進行遠距離操控。
原本是賢者的最強魔道具，但被蒂奧娜一刀兩斷。
探索者之粉
由賢者開發可以将血滴入装在瓶中的白粉上，再将染红的粉末撒在地图上的话，就可以将供血者的真名表示在地图上，以此就可以把握这个人的具体方位了。
缺点是地图必须由魔术师亲制的专用纸张制作，否则就无法使用“探索者之粉”。
反转灵纱
賢者所製造出來的表面為黑色外套，但反過來穿能使人隱形的魔導道具。
幻想花
賢者所製造让吸入花粉的人看到出现于记忆中的物体的幻影，但“异常抗性”可以预防它的效果，外表為藍色和紅色花瓣所組成的枯萎的花。
眼晶
賢者所製造的双子水晶，將其中一个水晶捕捉到的风景和声音会出现在另一个水晶上。无论距离多远都能进行传送。
魔導書
可以透過翻閱來學會魔法，使用一次後功效就會消失，由於數量稀少所以價格非常昂貴，只有擁有魔導或神祕的發展能力並發展到極限之人才能編寫的著作。
詛咒道具
由咒術師所製做的武器，擁有傷口無法治療的「詛咒」，只能用特定的方法治好。由於性質特異，在「特殊武裝」中尤其稀少。
火炎石

## 出版書籍

### 輕小說
日文版由SB Creative出版，繁體中文版由青文出版社出版，简体中文版由安徽少年儿童出版社出版1-7卷，8卷开始改由北京时代华文书局出版。
在地下城尋求邂逅是否搞錯了什麼》
| 集數 | SB Creative    | SB Creative            | SB Creative            | 青文出版社     | 青文出版社             | 青文出版社             | 安徽少年儿童出版社（1-7卷） 北京时代华文书局（8-） | 安徽少年儿童出版社（1-7卷） 北京时代华文书局（8-） | 備註                         |
| 集數 | 發售日期       | 通常版 ISBN            | 限定版 ISBN            | 發售日期       | 通常版 ISBN            | 限定版 EAN/ISBN        | 發售日期                                           | 通常版 ISBN                                        | 備註                         |
| ---- | -------------- | ---------------------- | ---------------------- | -------------- | ---------------------- | ---------------------- | -------------------------------------------------- | -------------------------------------------------- | ---------------------------- |
| 1    | 2013年1月15日  | ISBN 978-4-7973-7280-9 | 不適用                 | 2013年10月25日 | ISBN 978-986-310-833-7 | 不適用                 | 2015年8月                                          | ISBN 978-7-5397-8208-9                             |                              |
| 2    | 2013年2月15日  | ISBN 978-4-7973-7307-3 | 不適用                 | 2014年2月25日  | ISBN 978-986-310-935-8 | 不適用                 | 2015年8月                                          | ISBN 978-7-5397-8229-4                             |                              |
| 3    | 2013年5月15日  | ISBN 978-4-7973-7362-2 | ISBN 978-4-7973-7360-8 | 2014年6月25日  | ISBN 978-986-310-936-5 | 不適用                 | 2015年12月                                         | ISBN 978-7-5397-8324-6                             |                              |
| 4    | 2013年12月14日 | ISBN 978-4-7973-7514-5 | ISBN 978-4-7973-7515-2 | 2014年12月15日 | ISBN 978-986-356-180-4 | EAN 471-8016-01111-3   | 2015年12月                                         | ISBN 978-7-5397-8365-9                             |                              |
| 5    | 2014年5月15日  | ISBN 978-4-7973-7714-9 | 不適用                 | 2015年5月25日  | ISBN 978-986-356-233-7 | EAN 471-8016-01328-5   | 2016年6月                                          | ISBN 978-7-5397-8865-4                             |                              |
| 6    | 2014年11月15日 | ISBN 978-4-7973-8058-3 | ISBN 978-4-7973-8059-0 | 2015年8月25日  | ISBN 978-986-356-267-2 | EAN 471-8016-01411-4   | 2016年6月                                          | ISBN 978-7-5397-8925-5                             |                              |
| 7    | 2015年4月15日  | ISBN 978-4-7973-8311-9 | ISBN 978-4-7973-8221-1 | 2016年4月25日  | ISBN 978-986-356-327-3 | EAN 471-8016-01814-3   | 2018年6月                                          | ISBN 978-7-5397-9967-4                             |                              |
| 8    | 2015年6月13日  | ISBN 978-4-7973-8314-0 | ISBN 978-4-7973-8313-3 | 2016年10月25日 | ISBN 978-986-356-359-4 | EAN 471-8016-01931-7   | 2020年8月                                          | ISBN 978-7-5699-3869-2                             | 日常短篇集。                 |
| 9    | 2015年9月13日  | ISBN 978-4-7973-8500-7 | 不適用                 | 2016年12月25日 | ISBN 978-986-356-391-4 | EAN 471-8016-02125-9   | 2020年8月                                          | ISBN 978-7-5699-3870-8                             | 9-11連續劇情                 |
| 10   | 2016年5月16日  | ISBN 978-4-7973-8677-6 | ISBN 978-4-7973-8678-3 | 2017年8月25日  | ISBN 978-986-356-447-8 | EAN 471-8016-02454-0   |                                                    |                                                    | 9-11連續劇情                 |
| 11   | 2016年10月15日 | ISBN 978-4-7973-8812-1 | ISBN 978-4-7973-8813-8 | 2017年9月25日  | ISBN 978-986-356-456-0 | EAN 471-8016-02549-3   |                                                    |                                                    | 9-11連續劇情                 |
| 12   | 2017年5月25日  | ISBN 978-4-7973-9280-7 | 不適用                 | 2018年8月16日  | ISBN 978-986-356-519-2 | EAN 471-8016-03403-7   |                                                    |                                                    | 12-14連續劇情                |
| 13   | 2018年2月15日  | ISBN 978-4-7973-9356-9 | ISBN 978-4-7973-9357-6 | 2019年1月19日  | ISBN 978-986-356-739-4 | EAN 471-8016-03496-9   |                                                    |                                                    | 12-14連續劇情                |
| 14   | 2018年12月15日 | ISBN 978-4-7973-9620-1 | 不適用                 | 2020年1月30日  | ISBN 978-986-512-148-8 | EAN 471-8016-03722-9   |                                                    |                                                    | 12-14連續劇情                |
| 15   | 2019年6月15日  | ISBN 978-4-7973-9622-5 | 不適用                 | 2020年10月19日 | ISBN 978-986-512-576-9 | EAN 471-8016-03850-9   |                                                    |                                                    | 日常短篇集，收錄BD特典短篇。 |
| 16   | 2020年10月15日 | ISBN 978-4-8156-0756-2 | 不適用                 | 2021年8月10日  | ISBN 978-626-303-221-7 | ISBN 978-626-303-222-4 |                                                    |                                                    | 16-18連續劇情                |
| 17   | 2021年4月23日  | ISBN 978-4-8156-0981-8 | 不適用                 | 2022年6月22日  | ISBN 978-626-322-464-3 | ISBN 978-626-322-465-0 |                                                    |                                                    | 16-18連續劇情                |
| 18   | 2023年1月22日  | ISBN 978-4-8156-1371-6 | ISBN 978-4-8156-1871-1 | 2024年1月15日  | ISBN 978-626-362-526-6 | ISBN 978-626-362-527-3 |                                                    |                                                    | 16-18連續劇情                |
| 19   | 2023年9月15日  | ISBN 978-4-8156-1970-1 | ISBN 978-4-8156-2122-3 | 2024年9月30日  | ISBN 978-626-399-423-2 | ISBN 978-626-399-424-9 |                                                    |                                                    |                              |
| 20   | 2024年12月15日 | ISBN 978-4-8156-2869-7 | ISBN 978-4-8156-3073-7 |                |                        |                        |                                                    |                                                    |                              |

《在地下城尋求邂逅是否搞錯了什麼 外傳 劍姬神聖譚》
| 集數 | SB Creative    | SB Creative            | SB Creative            | 青文出版社     | 青文出版社             | 青文出版社             |
| 集數 | 發售日期       | 通常版 ISBN            | 限定版 ISBN            | 發售日期       | 通常版 ISBN            | 限定版 EAN/ISBN        |
| ---- | -------------- | ---------------------- | ---------------------- | -------------- | ---------------------- | ---------------------- |
| 1    | 2014年1月12日  | ISBN 978-4-7973-7553-4 | ISBN 978-4-7973-7554-1 | 2015年2月25日  | ISBN 978-986-356-200-9 | EAN 471-8016-01177-9   |
| 2    | 2014年6月13日  | ISBN 978-4-7973-7716-3 | 不適用                 | 2015年10月25日 | ISBN 978-986-356-282-5 | 不適用                 |
| 3    | 2014年12月14日 | ISBN 978-4-7973-8203-7 | ISBN 978-4-7973-8150-4 | 2016年2月25日  | ISBN 978-986-356-309-9 | EAN 471-8016-01692-7   |
| 4    | 2015年5月15日  | ISBN 978-4-7973-8312-6 | 不適用                 | 2016年7月25日  | ISBN 978-986-356-345-7 | 不適用                 |
| 5    | 2015年10月15日 | ISBN 978-4-7973-8508-3 | 不適用                 | 2017年2月25日  | ISBN 978-986-356-407-2 | EAN 471-8016-02172-3   |
| 6    | 2016年6月14日  | ISBN 978-4-7973-8846-6 | 不適用                 | 2017年7月25日  | ISBN 978-986-356-437-9 | EAN 471-8016-02271-3   |
| 7    | 2016年12月15日 | ISBN 978-4-7973-8934-0 | ISBN 978-4-7973-8935-7 | 2017年11月22日 | ISBN 978-986-356-471-3 | EAN 471-8016-02676-6   |
| 8    | 2017年4月15日  | ISBN 978-4-7973-9234-0 | ISBN 978-4-7973-9042-1 | 2018年4月10日  | ISBN 978-986-356-495-9 | EAN 471-8016-02901-9   |
| 9    | 2017年6月15日  | ISBN 978-4-7973-9281-4 | 不適用                 | 2019年6月17日  | ISBN 978-986-356-850-6 | EAN 471-8016-03600-0   |
| 10   | 2018年5月13日  | ISBN 978-4-7973-9460-3 | ISBN 978-4-7973-9623-2 | 2019年9月19日  | ISBN 978-986-512-047-4 | EAN 471-8016-03670-3   |
| 11   | 2019年1月12日  | ISBN 978-4-8156-0026-6 | 不適用                 | 2020年12月10日 | ISBN 978-986-512-673-5 | ISBN 978-986-512-690-2 |
| 12   | 2019年7月13日  | ISBN 978-4-8156-0264-2 | 不適用                 | 2021年7月12日  | ISBN 978-626-303-223-1 | ISBN 978-626-303-224-8 |
| 13   | 2023年2月15日  | ISBN 978-4-8156-0982-5 | 不適用                 | 2024年1月18日  | ISBN 978-626-383-002-8 | ISBN 978-626-383-003-5 |
| 14   | 2023年3月15日  | ISBN 978-4-8156-1434-8 | ISBN 978-4-8156-1872-8 | 2024年7月25日  | ISBN 978-626-399-167-5 | ISBN 978-626-399-168-2 |
| 15   | 2025年1月12日  | ISBN 978-4-8156-2870-3 | ISBN 978-4-8156-3074-4 |                |                        |                        |

《在地下城尋求邂逅是否搞錯了什麼 眷族紀事 episode 琉》
| 集數 | SB Creative    | SB Creative            | 青文出版社     | 青文出版社             | 青文出版社           |
| 集數 | 發售日期       | ISBN                   | 發售日期       | 通常版ISBN             | 限定版 EAN           |
| ---- | -------------- | ---------------------- | -------------- | ---------------------- | -------------------- |
| 1    | 2017年3月15日  | ISBN 978-4-7973-9080-3 | 2018年11月15日 | ISBN 978-9-8635-6646-5 | EAN 471-8016-03472-3 |
| 2    | 2023年10月14日 | ISBN 978-4-8156-2369-2 |                |                        |                      |

《在地下城尋求邂逅是否搞錯了什麼 眷族紀事 episode 芙蕾雅》
| 集數 | SB Creative    | SB Creative            | 青文出版社     | 青文出版社             | 青文出版社           |
| 集數 | 發售日期       | ISBN                   | 發售日期       | ISBN                   | 限定版 EAN           |
| ---- | -------------- | ---------------------- | -------------- | ---------------------- | -------------------- |
| 1    | 2019年12月13日 | ISBN 978-4-8156-0464-6 | 2020年10月19日 | ISBN 978-986-512-575-2 | EAN 471-8016-03836-3 |

《阿斯特莉亞·回憶錄 在地下城尋求邂逅是否搞錯了什麼 英雄譚》
| 集數 | SB Creative    | SB Creative            | 青文出版社     | 青文出版社             | 青文出版社             |
| 集數 | 發售日期       | ISBN                   | 發售日期       | ISBN                   | 限定版 ISBN            |
| ---- | -------------- | ---------------------- | -------------- | ---------------------- | ---------------------- |
| 1    | 2022年10月15日 | ISBN 978-4-8156-1017-3 | 2024年5月20日  | ISBN 978-626-383-516-0 | ISBN 978-626-383-003-5 |
| 2    | 2022年11月15日 | ISBN 978-4-8156-1018-0 | 2024年12月18日 | ISBN 978-626-399-835-3 | ISBN 978-626-399-836-0 |
| 3    | 2022年12月15日 | ISBN 978-4-8156-1019-7 | 2025年4月9日   | ISBN 978-626-422-291-4 | ISBN 978-626-422-292-1 |

《阿爾戈英雄 在地下城尋求邂逅是否搞錯了什麼 英雄譚》
| 集數 | SB Creative   | SB Creative            | 青文出版社   | 青文出版社             |
| 集數 | 發售日期      | ISBN                   | 發售日期     | ISBN                   |
| ---- | ------------- | ---------------------- | ------------ | ---------------------- |
| 1    | 2023年7月13日 | ISBN 978-4-8156-1968-8 | 2025年8月6日 | ISBN 978-626-422-936-4 |
| 2    | 2023年8月30日 | ISBN 978-4-8156-1969-5 | 2025年8月6日 | ISBN 978-626-422-992-0 |

《在地下城尋求邂逅是否搞錯了什麼 總篇集》
| 集數 | SB Creative   | SB Creative            |
| 集數 | 發售日期      | ISBN                   |
| ---- | ------------- | ---------------------- |
| 1    | 2023年4月13日 | ISBN 978-4-8156-1966-4 |
| 2    | 2023年5月12日 | ISBN 978-4-8156-1967-1 |

《在地下城尋求邂逅是否搞錯了什麼 歐拉麗·物語》
| 集數 | SB Creative   | SB Creative            |
| 集數 | 發售日期      | ISBN                   |
| ---- | ------------- | ---------------------- |
| 1    | 2023年6月14日 | ISBN 978-4-8156-1965-7 |

### 漫畫版
《在地下城尋求邂逅是否搞錯了什麼》
| 卷數 | 史克威爾艾尼克斯 | 史克威爾艾尼克斯       | 青文出版社     | 青文出版社            |
| 卷數 | 發售日期         | ISBN                   | 發售日期       | EAN/ISBN              |
| ---- | ---------------- | ---------------------- | -------------- | --------------------- |
| 1    | 2013年12月13日   | ISBN 978-4-7575-4166-5 | 2015年8月25日  | EAN 471-8016-01415-2  |
| 2    | 2014年5月14日    | ISBN 978-4-7575-4304-1 | 2015年8月25日  | EAN 471-8016-01461-9  |
| 3    | 2014年11月13日   | ISBN 978-4-7575-4464-2 | 2015年10月25日 | EAN 471-8016-01519-7  |
| 4    | 2015年3月25日    | ISBN 978-4-7575-4592-2 | 2015年11月25日 | EAN 471-8016-01561-6  |
| 5    | 2015年6月25日    | ISBN 978-4-7575-4673-8 | 2015年12月25日 | EAN 471-8016-01603-3  |
| 6    | 2016年3月25日    | ISBN 978-4-7575-4925-8 | 2016年8月25日  | EAN 471-8016-01934-8  |
| 7    | 2016年10月13日   | ISBN 978-4-7575-5120-6 | 2017年4月25日  | EAN 471-8016-02276-8  |
| 8    | 2017年3月25日    | ISBN 978-4-7575-5287-6 | 2018年3月19日  | EAN 471-8016-02876-0  |
| 9    | 2017年9月25日    | ISBN 978-4-7575-5368-2 | 2018年5月10日  | EAN 471-8016-02930-9  |
| 10   | 2018年6月25日    | ISBN 978-4-7575-5763-5 | 2018年11月14日 | ISBN 9789-863-566-519 |

《在地下城尋求邂逅是否搞錯了什麼II》
| 卷數 | 史克威爾艾尼克斯 | 史克威爾艾尼克斯       | 青文出版社    | 青文出版社             |
| 卷數 | 發售日期         | ISBN                   | 發售日期      | ISBN                   |
| ---- | ---------------- | ---------------------- | ------------- | ---------------------- |
| 1    | 2020年7月22日    | ISBN 978-4-7575-6769-6 | 2022年6月15日 | ISBN 978-626-322-508-4 |
| 2    | 2021年3月25日    | ISBN 978-4-7575-7169-3 | 2022年10月6日 | ISBN 978-626-322-876-4 |
| 3    | 2021年12月25日   | ISBN 978-4-7575-7647-6 | 2023年3月30日 | ISBN 978-626-340-755-8 |
| 4    | 2023年1月25日    | ISBN 978-4-7575-8354-2 | 2023年8月9日  | ISBN 978-626-362-219-7 |
| 5    | 2023年11月25日   | ISBN 978-4-7575-8912-4 |               |                        |
| 6    | 2025年2月25日    | ISBN 978-4-7575-9689-4 |               |                        |

《在地下城尋求邂逅是否搞錯了什麼 外傳 劍姬神聖譚》
| 卷數 | 史克威爾艾尼克斯 | 史克威爾艾尼克斯       | 青文出版社     | 青文出版社             |
| 卷數 | 發售日期         | ISBN                   | 發售日期       | EAN/ISBN               |
| ---- | ---------------- | ---------------------- | -------------- | ---------------------- |
| 1    | 2014年11月13日   | ISBN 978-4-7575-4465-9 | 2017年11月16日 | EAN 471-8016-02671-1   |
| 2    | 2015年3月25日    | ISBN 978-4-7575-4593-9 | 2018年1月11日  | EAN 471-8016-02746-6   |
| 3    | 2015年5月15日    | ISBN 978-4-7575-4638-7 | 2018年3月8日   | EAN 471-8016-02851-7   |
| 4    | 2015年10月14日   | ISBN 978-4-7575-4767-4 | 2018年5月9日   | EAN 471-8016-02939-2   |
| 5    | 2016年3月25日    | ISBN 978-4-7575-4926-5 | 2018年7月9日   | EAN 471-8016-03369-6   |
| 6    | 2016年10月13日   | ISBN 978-4-7575-5121-3 | 2018年9月12日  | ISBN 978-986-356-565-9 |
| 7    | 2017年3月25日    | ISBN 978-4-7575-5289-0 | 2018年11月12日 | ISBN 978-986-356-676-2 |
| 8    | 2017年4月13日    | ISBN 978-4-7575-5316-3 | 2019年1月14日  | ISBN 978-986-356-765-3 |
| 9    | 2017年6月13日    | ISBN 978-4-7575-5369-9 | 2020年3月5日   | ISBN 978-986-512-256-0 |
| 10   | 2018年2月13日    | ISBN 978-4-7575-5559-4 | 2020年9月7日   | ISBN 978-986-512-491-5 |
| 11   | 2018年5月11日    | ISBN 978-4-7575-5712-3 |                |                        |
| 12   | 2019年2月13日    | ISBN 978-4-7575-5907-3 |                |                        |
| 13   | 2019年2月13日    | ISBN 978-4-7575-6005-5 |                |                        |
| 14   | 2019年7月12日    | ISBN 978-4-7575-6203-5 |                |                        |
| 15   | 2019年12月12日   | ISBN 978-4-7575-6432-9 |                |                        |
| 16   | 2020年7月22日    | ISBN 978-4-7575-6702-3 |                |                        |
| 17   | 2020年11月21日   | ISBN 978-4-7575-6941-6 |                |                        |
| 18   | 2021年3月25日    | ISBN 978-4-7575-7170-9 |                |                        |
| 19   | 2021年12月25日   | ISBN 978-4-7575-7645-2 |                |                        |
| 20   | 2021年12月25日   | ISBN 978-4-7575-7646-9 |                |                        |
| 21   | 2022年3月22日    | ISBN 978-4-7575-7830-2 |                |                        |
| 22   | 2022年7月22日    | ISBN 978-4-7575-8032-9 |                |                        |
| 23   | 2023年1月25日    | ISBN 978-4-7575-8352-8 |                |                        |
| 24   | 2023年1月25日    | ISBN 978-4-7575-8353-5 |                |                        |
| 25   | 2023年6月12日    | ISBN 978-4-7575-8620-8 |                |                        |
| 26   | 2023年11月25日   | ISBN 978-4-7575-8914-8 |                |                        |
| 27   | 2024年3月22日    | ISBN 978-4-7575-9113-4 |                |                        |
| 28   | 2024年9月21日    | ISBN 978-4-7575-9427-2 |                |                        |
| 29   | 2024年11月21日   | ISBN 978-4-7575-9519-4 |                |                        |
| 30   | 2025年2月25日    | ISBN 978-4-7575-9690-0 |                |                        |
| 31   | 2025年7月22日    | ISBN 978-4-7575-9962-8 |                |                        |

《在地下城尋求邂逅是否搞錯了什麼 眷族紀事 episode 琉》
| 卷數 | 史克威爾艾尼克斯 | 史克威爾艾尼克斯       |
| 卷數 | 發售日期         | ISBN                   |
| ---- | ---------------- | ---------------------- |
| 1    | 2017年3月13日    | ISBN 978-4-7575-5270-8 |
| 2    | 2017年7月22日    | ISBN 978-4-7575-5401-6 |
| 3    | 2017年11月22日   | ISBN 978-4-7575-5518-1 |
| 4    | 2018年3月22日    | ISBN 978-4-7575-5656-0 |
| 5    | 2018年7月21日    | ISBN 978-4-7575-5784-0 |
| 6    | 2018年12月13日   | ISBN 978-4-7575-5908-0 |

《在地下城尋求邂逅是否搞錯了什麼 眷族紀事 episode 芙蕾雅》
| 卷數 | 史克威爾艾尼克斯 | 史克威爾艾尼克斯       |
| 卷數 | 發售日期         | ISBN                   |
| ---- | ---------------- | ---------------------- |
| 1    | 2021年12月25日   | ISBN 978-4-7575-7649-0 |
| 2    | 2022年7月22日    | ISBN 978-4-7575-8033-6 |
| 3    | 2023年1月25日    | ISBN 978-4-7575-8355-9 |
| 4    | 2023年7月12日    | ISBN 978-4-7575-8669-7 |
| 5    | 2024年3月22日    | ISBN 978-4-7575-9086-1 |

《在地下城尋求邂逅是否搞錯了什麼4格【神明的日常】》
| 卷數 | 史克威爾艾尼克斯 | 史克威爾艾尼克斯       |
| 卷數 | 發售日期         | ISBN                   |
| ---- | ---------------- | ---------------------- |
| 1    | 2015年5月15日    | ISBN 978-4-7575-4639-4 |
| 2    | 2017年5月23日    | ISBN 978-4-7575-5356-9 |

《地下城4格 第一個衝進地下城難道不對嗎》
| 卷數 | 史克威爾艾尼克斯 | 史克威爾艾尼克斯       |
| 卷數 | 發售日期         | ISBN                   |
| ---- | ---------------- | ---------------------- |
| 1    | 2015年6月25日日  | ISBN 978-4-7575-4674-5 |
| 2    | 2017年3月25日    | ISBN 978-4-7575-5288-3 |

## 迴響
此作品原先在「Arcadia」和「成為小說家吧」上投稿，後來投稿GA文庫大賞分別獲得第四回「大賞」、第3屆《店員最愛輕小說大賞》第一位、2014年《這本輕小說真厲害！》年度作品第四名和《2014年這本輕小說真厲害！新作部門》第一名、2016年SUGOI JAPAN Award輕小說部門首獎。

## 遊戲
在地下城尋求邂逅是否搞錯了什麼 交錯的伊斯托利亞
平台: iOS/Android
類型: RPG
製作公司: Silbird, Inc.
發行公司: GREE, Inc.
發售日期:  2017年3月25日
在地下城尋求邂逅是否搞錯了什麼～記憶憧憬～
平台: iOS/Android
類型: 和少年貝爾一起冒險的RPG
製作公司: WRIGHT FLYER STUDIOS
發行公司: WRIGHT FLYER STUDIOS
發售日期:  2017年6月19日， 2018年3月30日（英文），2018年10月25日（繁體中文）， 2018年10月25日
在地下城尋求邂逅是否搞錯了什麼 無限·戰鬥
平台: PlayStation 4/PlayStation Vita/任天堂Switch/Microsoft Windows
類型: 探索地下城類動作角色扮演
發行公司: MAGES./5pb.
發售日期:  2019年11月28日， 2020年2月6日（中文、英文）
在地下城尋求邂逅是否搞錯了什麼 眷屬物語 水與光的Fulland（-{ダンジョンに出会いを求めるのは間違っているだろうか
水と光のフルランド}-）
平台: 任天堂Switch/Microsoft Windows
類型: 英雄的軌跡與追蹤真相的ARPG
製作公司: BUSHIROAD GAMES
發行公司: BUSHIROAD GAMES
發售日期: 2025年2月27日（日文、英文）

## 外部連結
官方網站
- （日語）GA文庫「在地下城尋求邂逅是否搞錯了什麼」特設網站（页面存档备份，存于）
- （日語）在地下城尋求邂逅是否搞錯了什麼官方導引網站（页面存档备份，存于）
- （日語）在地下城尋求邂逅是否搞錯了什麼五周年網站（页面存档备份，存于）

漫畫
- （日語）在地下城尋求邂逅是否搞錯了什麼 | YOUNG GANGAN OFFICIALSITE（页面存档备份，存于）
- （日語）在地下城尋求邂逅是否搞錯了什麼 - 漫畫 - GANGAN ONLINE（页面存档备份，存于）
- （日語）在地下城尋求邂逅是否搞錯了什麼 外傳 劍姬神聖譚 - GANGAN JOKERArchive.today的存檔，存档日期2014-05-22
- （日語）在地下城尋求邂逅是否搞錯了什麼4格漫【神明的日常】 - 漫畫 - GANGAN ONLINEArchive.today的存檔，存档日期2014-08-18